# دهستان پایین‌طالقان
دهستان پایین طالقان یکی از دو دهستان بخش مرکزی شهرستان طالقان در استان البرز است. بخش مرکزی شهرستان طالقان به دو دهستان پایین طالقان و میان طالقان تقسیم می‌شود.